# Liga 1
La Liga 1, chiamata anche Liga Te Apuesto (per ragioni commerciali), precedentemente Campeonato Descentralizado o Torneo Descentralizado, è il torneo di massimo livello professionistico del campionato peruviano di calcio. È strutturato in due tornei che si disputano con un girone d'andata e uno di ritorno.
Alla fine di entrambi i gironi si nomina quale squadra campione la prima classificata, poi, le due squadre vincitrici giocano una finale che determina il campione nazionale.
Le prime due classificate al termine dei due tornei partecipano, a partire dal febbraio dell'anno successivo, alla Coppa Libertadores, quelle dal terzo al sesto posto prendono parte alla Copa Sudamericana, mentre retrocedono in seconda divisione le ultime due squadre classificate.

## Squadre
Stagione 2023.
- Academia Cantolao
- Alianza Atlético
- Alianza Lima
- ADT
- Atlético Grau
- Carlos A. Mannucci
- Cienciano
- Cusco
- Dep. Binacional
- Deportivo Garcilaso
- Deportivo Municipal
- Melgar
- Sport Boys
- Sport Huancayo
- Sporting Cristal
- Unión Comercio
- Universidad César Vallejo
- Universidad San Martín
- UTC Cajamarca
- Universitario de Deportes

## Albo d'oro
- 1912:  Lima Cricket (1º)
- 1913:  Jorge Chávez N. 1 (1º)
- 1914:  Lima Cricket (2º)
- 1915:  José Gálvez (1º)
- 1916:  José Gálvez (2º)
- 1917:  Sport Juan Bielovucic (1º)
- 1918:  Alianza Lima (1º)
- 1919:  Alianza Lima (1º)
- 1920:  Sport Inca (1º)
- 1921:  Sport Progreso (1º)
- 1922: Non disputato
- 1923: Non disputato
- 1924: Non disputato
- 1925: Non disputato
- 1926:  Sport Progreso (2º)
- 1927:  Alianza Lima (3º)
- 1928:  Alianza Lima (4º)
- 1929:  Universitario (1º)
- 1930:  Atlético Chalaco (1º)
- 1931:  Alianza Lima (5º)
- 1932:  Alianza Lima (6º)
- 1933:  Alianza Lima (7º)
- 1934:  Universitario (2º)
- 1935:  Sport Boys (1º)
- 1936: Non disputato
- 1937:  Sport Boys (2º)
- 1938:  Deportivo Municipal (1º)
- 1939:  Universitario (3º)
- 1940:  Deportivo Municipal (2º)
- 1941:  Universitario (4º)
- 1942:  Sport Boys (3º)
- 1943:  Deportivo Municipal (3º)
- 1944:  Mariscal Sucre (1º)
- 1945:  Universitario (5º)
- 1946:  Universitario (6º)
- 1947:  Atlético Chalaco (2º)
- 1948:  Alianza Lima (8º)
- 1949:  Universitario (7º)
- 1950:  Deportivo Municipal (4º)
- 1951:  Sport Boys (4º)
- 1952:  Alianza Lima (9º)
- 1953:  Mariscal Sucre (2º)
- 1954:  Alianza Lima (10º)
- 1955:  Alianza Lima (11º)
- 1956:  Sporting Cristal (1º)
- 1957:  Centro Iqueño (1º)
- 1958:  Sport Boys (5º)
- 1959:  Universitario (8º)
- 1960:  Universitario (9º)
- 1961:  Sporting Cristal (2º)
- 1962:  Alianza Lima (12º)
- 1963:  Alianza Lima (13º)
- 1964:  Universitario (10º)
- 1965:  Alianza Lima (14º)
- 1966:  Universitario (11º)
- 1967:  Universitario (12º)
- 1968:  Sporting Cristal (3º)
- 1969:  Universitario (13º)
- 1970:  Sporting Cristal (4º)
- 1971:  Universitario (14º)
- 1972:  Sporting Cristal (5º)
- 1973:  Defensor Lima (1º)
- 1974:  Universitario (15º)
- 1975:  Alianza Lima (15º)
- 1976:  Unión Huaral (1º)
- 1977:  Alianza Lima (16º)
- 1978:  Alianza Lima (17º)
- 1979:  Sporting Cristal (6º)
- 1980:  Sporting Cristal (7º)
- 1981:  Melgar (1º)
- 1982:  Universitario (16º)
- 1983:  Sporting Cristal (8º)
- 1984:  Sport Boys (6º)
- 1985:  Universitario (17º)
- 1986:  San Agustín (1º)
- 1987:  Universitario (18º)
- 1988:  Sporting Cristal (9º)
- 1989:  Unión Huaral (2º)
- 1990:  Universitario (19º)
- 1991:  Sporting Cristal (10º)
- 1992:  Universitario (20º)
- 1993:  Universitario (21º)
- 1994:  Sporting Cristal (11º)
- 1995:  Sporting Cristal (12º)
- 1996:  Sporting Cristal (13º)
- 1997:  Alianza Lima (18º)
- 1998:  Universitario (22º)
- 1999:  Universitario (23º)
- 2000:  Universitario (24º)
- 2001:  Alianza Lima (19º)
- 2002:  Sporting Cristal (14º)
- 2003:  Alianza Lima (20º)
- 2004:  Alianza Lima (21º)
- 2005:  Sporting Cristal (15º)
- 2006:  Alianza Lima (22º)
- 2007:  Univ. San Martín (1º)
- 2008:  Univ. San Martín (2º)
- 2009:  Universitario (25º)
- 2010:  Univ. San Martín (3º)
- 2011:  Juan Aurich (1º)
- 2012:  Sporting Cristal (16º)
- 2013:  Universitario (26º)
- 2014:  Sporting Cristal (17º)
- 2015:  Melgar (2º)
- 2016:  Sporting Cristal (18º)
- 2017:  Alianza Lima (23º)
- 2018:  Sporting Cristal (19º)
- 2019:  Dep. Binacional (1º)
- 2020:  Sporting Cristal (20º)
- 2021:  Alianza Lima (24º)
- 2022:  Alianza Lima (25º)
- 2023:  Universitario (27º)
- 2024:  Universitario (28º)

## Migliori marcatori
| Stagione | Giocatore                 | Squadra               | Reti                 |
| -------- | ------------------------- | --------------------- | -------------------- |
| 1928     | Alejandro Villanueva      | Alianza Lima          | 3                    |
| 1929     | Carlos Cilloniz           | Universitario         | 8                    |
| 1930     | Manuel Puente             | Atlético Chalaco      | 3                    |
| 1931     | Alejandro Villanueva      | Alianza Lima          | 16                   |
| 1932     | Teodoro "Lolo" Fernandez  | Universitario         | 11                   |
| 1933     | Teodoro "Lolo" Fernandez  | Universitario         | 9                    |
| 1934     | Teodoro "Lolo" Fernandez  | Universitario         | 9                    |
| 1935     | Jorge Alcalde             | Sport Boys            | 5                    |
| 1936     | Torneo non disputato      | Torneo non disputato  | Torneo non disputato |
| 1937     | Juan Flores               | Sport Boys            | 10                   |
| 1938     | Jorge Alcalde             | Sport Boys            | 8                    |
| 1939     | Teodoro "Lolo" Fernandez  | Universitario         | 15                   |
| 1940     | Teodoro "Lolo" Fernandez  | Universitario         | 15                   |
| 1941     | Jorge Cabrejos            | Deportivo Municipal   | 13                   |
| 1942     | Teodoro "Lolo" Fernandez  | Universitario         | 11                   |
| 1943     | Germán Cerro              | Universitario         | 9                    |
| 1944     | Víctor Espinoza           | Universitario         | 16                   |
| 1945     | Teodoro "Lolo" Fernandez  | Universitario         | 16                   |
| 1946     | Valeriano López           | Sport Boys            | 22                   |
| 1947     | Valeriano López           | Sport Boys            | 20                   |
| 1948     | Valeriano López           | Sport Boys            | 20                   |
| 1949     | Emilio Salinas            | Alianza Lima          | 18                   |
| 1950     | Alberto Terry             | Universitario         | 16                   |
| 1951     | Valeriano López           | Sport Boys            | 31                   |
| 1952     | Emilio Salinas            | Alianza Lima          | 22                   |
| 1953     | Gualberto Bianco          | Atlético Chalaco      | 17                   |
| 1954     | Vicente Villanueva        | Sporting Tabaco       | 14                   |
| 1955     | Máximo "Vides" Mosquera   | Alianza Lima          | 11                   |
| 1956     | Daniel Ruiz               | Universitario         | 16                   |
| 1957     | Daniel Ruiz               | Universitario         | 20                   |
| 1958     | Juan Joya                 | Alianza Lima          | 17                   |
| 1959     | Daniel Ruiz               | Universitario         | 28                   |
| 1960     | Fernando Olaechea         | Centro Iqueño         | 18                   |
| 1961     | Alberto Gallardo          | Sporting Cristal      | 18                   |
| 1962     | Alberto Gallardo          | Sporting Cristal      | 22                   |
| 1963     | Pedro Pablo "Perico" Leon | Alianza Lima          | 13                   |
| 1964     | Ángel Uribe               | Universitario         | 15                   |
| 1965     | Carlos Urrunaga           | Defensor Lima         | 16                   |
| 1966     | Teófilo Cubillas          | Alianza Lima          | 19                   |
| 1967     | Pedro Pablo "Perico" Leon | Alianza Lima          | 14                   |
| 1968     | Oswaldo Ramírez           | Sport Boys            | 26                   |
| 1969     | Jaime Mosquera            | Deportivo Municipal   | 15                   |
| 1970     | Teófilo Cubillas          | Alianza Lima          | 22                   |
| 1971     | Manuel Mellón             | Deportivo Municipal   | 25                   |
| 1972     | Francisco González        | Defensor Lima         | 20                   |
| 1973     | Francisco González        | Defensor Lima         | 25                   |
| 1974     | Pablo Muchotrigo          | Cienciano             | 32                   |
| 1975     | José Leyva                | Alfonso Ugarte (Puno) | 25                   |
| 1976     | Alejandro Luces           | Unión Huaral          | 17                   |
| 1977     | Freddy Ravello            | Alianza Lima          | 21                   |
| 1978     | Juan José Oré             | Universitario         | 19                   |
| 1979     | José Leyva                | Alfonso Ugarte (Puno) | 28                   |
| 1980     | Oswaldo Ramírez           | Sporting Cristal      | 18                   |
| 1981     | José Carranza             | Alianza Lima          | 15                   |
| 1982     | Percy Rojas               | Universitario         | 19                   |
| 1983     | Juan Caballero            | Sporting Cristal      | 29                   |
| 1984     | Jaime Drago               | Universitario         | 13                   |
| 1984     | Francisco Montero         | Atlético Torino       | 13                   |
| 1985     | Genaro Neyra              | Melgar                | 22                   |
| 1986     | Juvenal Briceño           | Melgar                | 16                   |
| 1987     | Fidel Suárez              | Universitario         | 20                   |
| 1988     | Alberto Mora              | Octavio Espinoza      | 15                   |
| 1989     | Carlos Delgado            | Carlos A. Mannucci    | 14                   |
| 1990     | Cláudio Adão              | Sport Boys            | 31                   |
| 1991     | Horacio Baldessari        | Sporting Cristal      | 25                   |
| 1992     | Marquinho                 | Sport Boys            | 18                   |
| 1993     | Waldir Sáenz              | Alianza Lima          | 31                   |
| 1994     | Flavio Maestri            | Sporting Cristal      | 25                   |
| 1995     | Julinho                   | Sporting Cristal      | 23                   |
| 1996     | Waldir Sáenz              | Alianza Lima          | 19                   |
| 1997     | Ricardo Zegarra           | Alianza Atlético      | 17                   |
| 1998     | Nilson Esidio             | Sporting Cristal      | 25                   |
| 1999     | Ysrael Zúñiga             | Melgar                | 32                   |
| 2000     | Eduardo Esidio            | Universitario         | 37                   |
| 2001     | Jorge Ramírez             | Deportivo Wanka       | 21                   |
| 2002     | Luis Fabián Artime        | Melgar                | 24                   |
| 2003     | Luis Bonnet               | Sporting Cristal      | 20                   |
| 2004     | Gabriel García            | Melgar                | 35                   |
| 2005     | Miguel Mostto             | Cienciano             | 18                   |
| 2006     | Miguel Mostto             | Cienciano             | 22                   |
| 2007     | Johan Fano                | Universitario         | 19                   |
| 2008     | Miguel Ximénez            | Sporting Cristal      | 32                   |
| 2009     | Richard Estigarribia      | Total Chalaco         | 23                   |
| 2010     | Héber Arriola             | Univ. San Martín      | 24                   |
| 2011     | Luis Tejada               | Juan Aurich           | 17                   |
| 2012     | Andy Pando                | Real Garcilaso        | 27                   |
| 2013     | Raúl Ruidíaz              | Universitario         | 21                   |
| 2013     | Víctor Rossel             | Unión Comercio        | 21                   |
| 2014     | Santiago Silva Gerez      | Univ. San Martín      | 23                   |
| 2015     | Lionard Pajoy             | Unión Comercio        | 25                   |
| 2016     | Robinson Aponzá           | Alianza Atlético      | 30                   |
| 2017     | Irven Ávila               | Sporting Cristal      | 22                   |
| 2018     | Emanuel Herrera           | Sporting Cristal      | 40                   |
| 2019     | Bernardo Cuesta           | Melgar                | 27                   |
| 2020     | Emanuel Herrera           | Sporting Cristal      | 20                   |
| 2021     | Luis Iberico              | Melgar                | 12                   |
| 2021     | Felipe Rodríguez Valla    | Carlos A. Mannucci    | 12                   |
| 2022     | Luis Benites              | Sport Huancayo        | 19                   |